# Anne Reichert

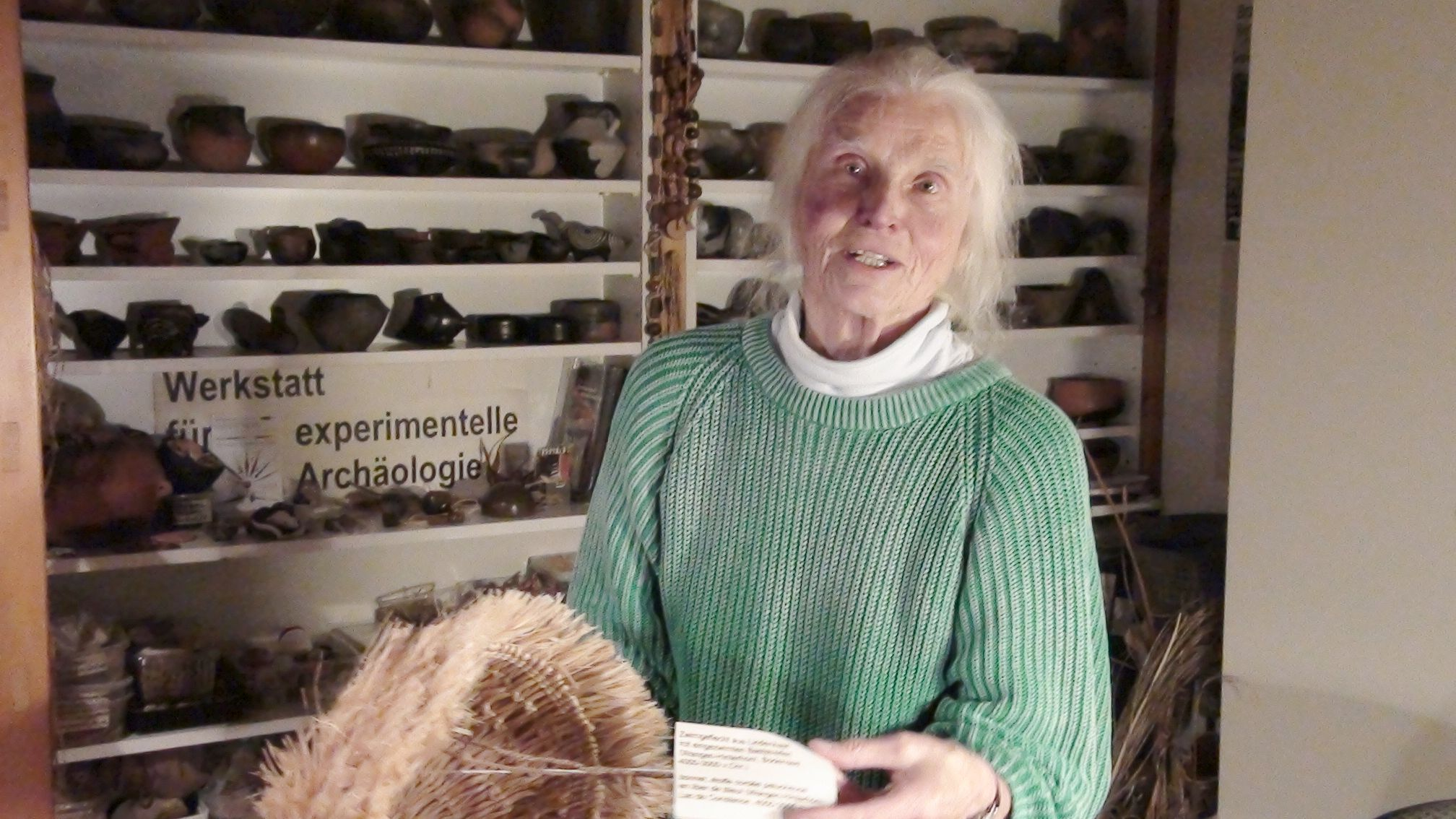
Anne Reichert in einem ihrer Ateliers in Ettlingen (2016)

Anne Reichert (* 10. Juni 1935 in Königsberg in der Neumark; † 8. Mai 2022 in Ettlingen) war eine deutsche Experimentalarchäologin und Archäotechnikerin.

## Leben
Als Kind erlebte sie die Vertreibung aus Pommern mit. Von 1968 bis 1972 lebte Anne Reichert mit ihrer Familie in Afghanistan und reiste in dieser Zeit und den folgenden Jahren viel. In Deutschland arbeitete sie zunächst als Schulbuchlektorin und Redakteurin für wissenschaftliche Publikationen, ab Ende der 1980er Jahre dann freiberuflich als Experimentalarchäologin.

## Experimentalarchäologische Forschung
Anne Reicherts experimentalarchäologische Arbeit umfasste Versuche zur Herstellung und zum Brennen neolithischer, bronze- und eisenzeitlicher Keramik (darunter Experimente zur Rekonstruktion einer Schale mit eingefügten Eisenbändern nach Scherben aus einer Grabung in Schluderns-Ganglegg), zum Lehmofenbau und zur Gewinnung von Birkenpech sowie Experimente zur Gewinnung und Aufbereitung von „textilem“ Material wie Baumbast und -rinde (von Birke, Buche, Eiche, Fichte, Linde, Pappel, Wildkirsche und anderen Baumarten), Gräser, Seggen, Binsen und Faserpflanzen (zum Beispiel Brennnessel, Flachs und Hanf), Versuche zur Herstellungstechnik unterschiedlicher Geflechte aus Ufersiedlungen am Bodensee, Federsee und an den Schweizer Seen, Experimente zur sogenannten „Rheumasohle“ von Zug und zur Trageweise der Ötzi-Matte und seiner Schuhe. Reichert war Mitglied der Europäischen Vereinigung zur Förderung der Experimentellen Archäologie (EXAR) und des Vereins Experimentelle Archäologie Schweiz (AEAS).

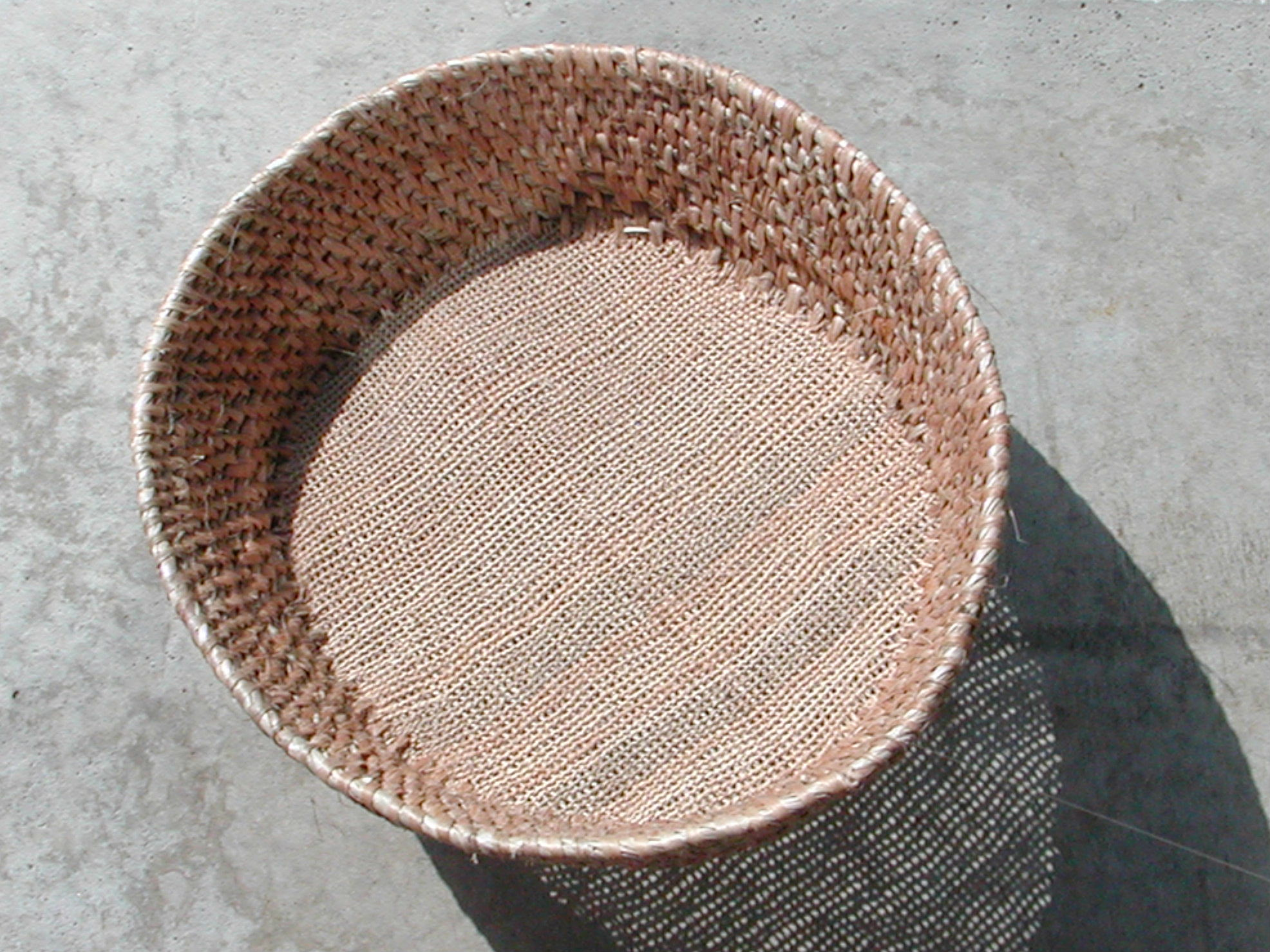
Rekonstruktion eines Siebes nach den Funden von Hornstaad-Hörnle I, Bodensee (Siebfläche: Zwirngeflecht mit gezwirnten Fäden aus Lindenbast; Rand: Spiralwulstgeflecht aus Binsen und Lindenbaststreifen).
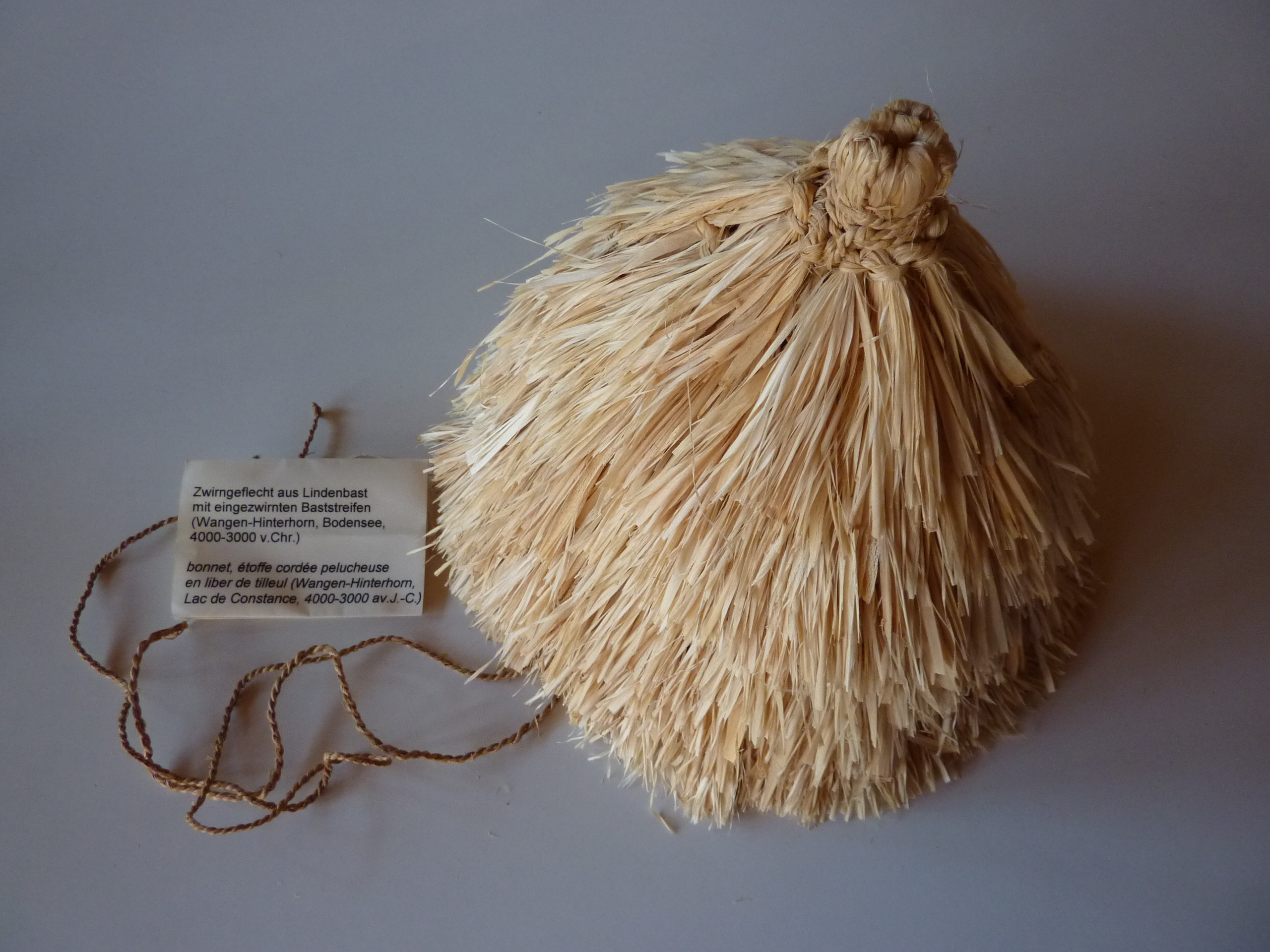
Zwirngeflecht aus Lindenbast mit eingezwirntem Baststreifen (Wangen-Hinterhorn, Bodensee, 4000–3000 v. Chr.).
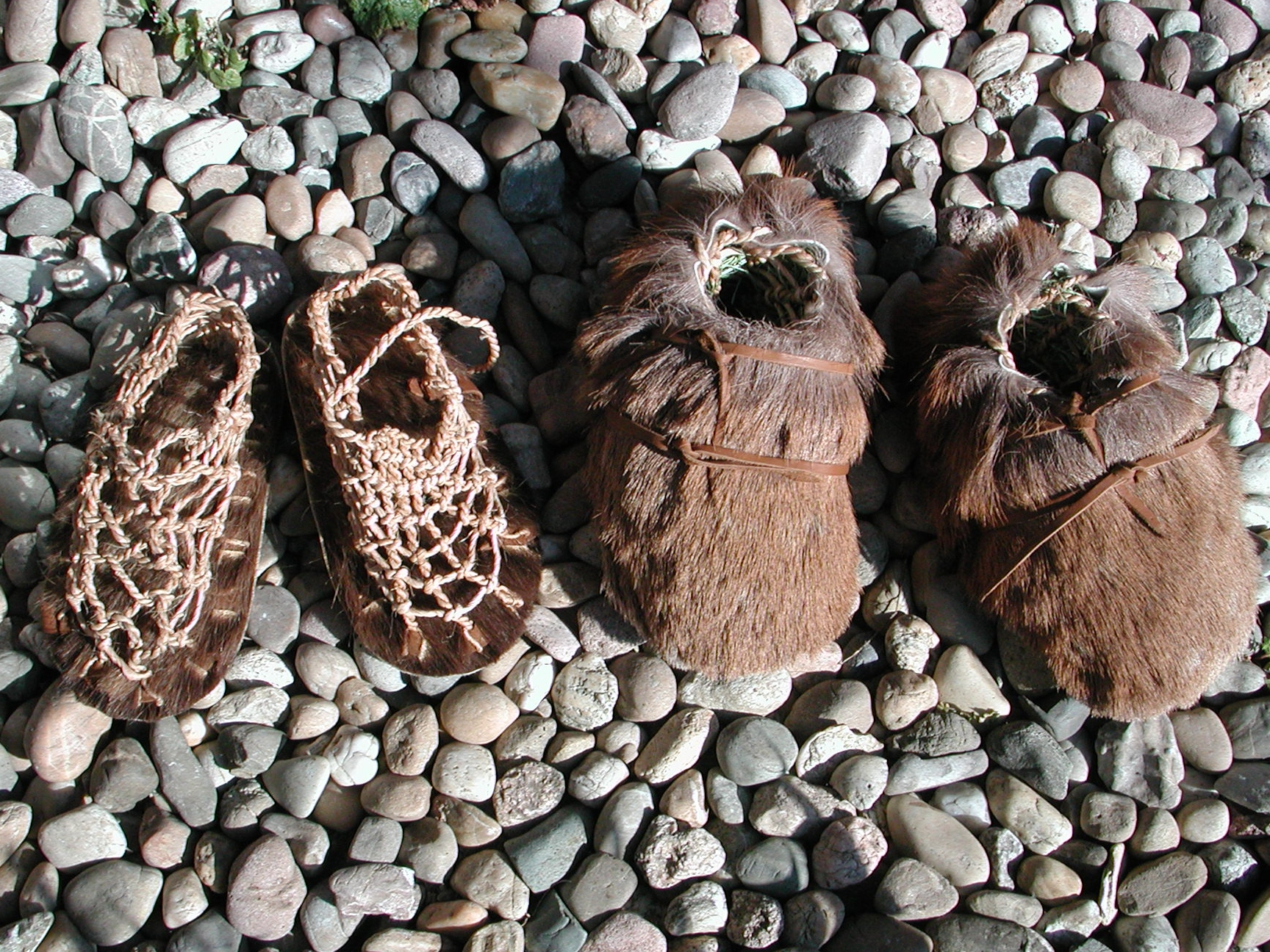
Rekonstruktion der Ötzi-Schuhe: Das Innengeflecht aus gezwirnten und gedrehten Schnüren aus Lindenbast, die Außenschuhe aus Hirschfell mit Bärenfellsohle. Eine Isolierschicht aus trockenem Gras wird durch ein Innengeflecht aus gezwirnten und gedrehten Lindenbastschnüren rundum im Schuh festgehalten.
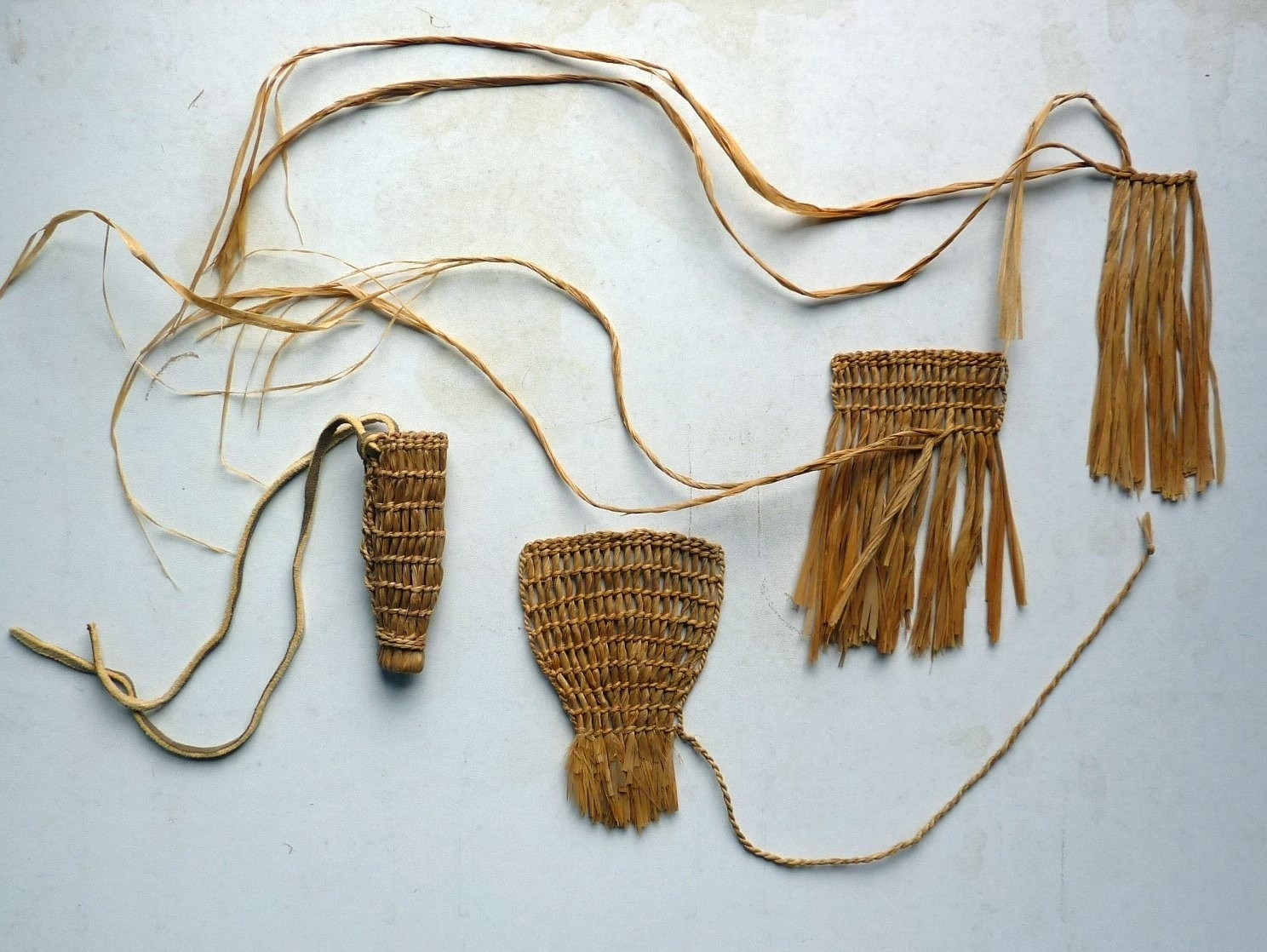
Die Herstellungsschritte der Rekonstruktion der Dolchscheide von Ötzi.

## Archäotechnische Arbeit und Wissensvermittlung
Ihre Tätigkeit als Archäotechnikerin umfasste Rekonstruktionen neolithischer Keramik und textiler Gegenstände (Hüte, Sandalen, Beutel, Netze, Körbe, Rindengefäße und weiteres) nach archäologischen Funden für Museen in Deutschland, England, Frankreich, Italien, Österreich und der Schweiz, darunter die Rekonstruktion einer jungsteinzeitlichen Hirtenkleidung für das Landesdenkmalamt Baden-Württemberg, Rekonstruktionen für das Pfahlbaumuseum Unteruhldingen und Rekonstruktionen von Teilen der Ötzi-Ausrüstung (Schuhe, Dolchscheide, Gürteltasche, Matte, Netz). Sie hielt Vorträge zur Experimentellen Archäologie, Workshops und Fortbildungskurse zu den verschiedenen im Experiment erarbeiteten Techniken (unter anderem an den Universitäten in Berlin, Heidelberg, Frankfurt, Köln, Leiden, Wien und Zürich) und veranstaltete „steinzeitliche“ Projekte und Aktionen in Museen und Schulen in Deutschland, Holland, Italien, Österreich und der Schweiz sowie im Sagnlandet Lejre in Dänemark („Textile and Fabric Workshop“ 2007, 2008, 2009). Mit Führungen und Aktionen beteiligte sie sich an der GEO-Ötzi-Ausstellung 1997 in Bad Buchau, 1999 in Valchava/CH, 2000 in Offenburg, 2001 in Balingen, 2002 in Zug/CH und in Altkirch/F, 2004 in Freiberg a. N., Stettfeld und Merklingen, 2005 in Gräfenhausen, 2013 in Herxheim, Pfalz sowie zur Ausstellung Ötzi-cultour 2004 in Hannover. Für das SWR-Fernsehprojekt „Steinzeit – Das Experiment“ und für das Projekt „Pfahlbauer von Pfyn – Steinzeit Live!“ des Schweizer Fernsehens fertigte Anne Reichert Rekonstruktionen an. Außerdem war sie Projektpartnerin im Verbundprojekt THEFBO („Die kulturhistorische Bedeutung des Textilhandwerks der prähistorischen Feuchtbodensiedlungen am Bodensee und Oberschwaben ‒ im Kontext von Anforderungen an textile Objekte und ihre Wahrnehmung“).
Anne Reicherts Ausstellung „Bast, Binsen, Brennnessel – textiles Material der Steinzeit“ zeigte die Aufbereitung textiler Materialien und ihre Verarbeitung anhand von Rekonstruktionen nach archäologischen Funden. Die Ausstellung war 2007/08 im Museum für Archäologie und Ökologie Dithmarschen in Albersdorf zu sehen, 2008 im Keltenmuseum Heuneburg, 2009 im Museum für die Archäologie des Emslandes in Meppen und im ArcheoParc Schnals, Südtirol (italienischer Titel: „Raffie, ortiche e giuncacee – Materiale tessile dell'età della pietra“), 2010 im Museum in Weinheim/Bergstraße, 2010/11 im Franziskanermuseum in Villingen, 2011 im Museum Herxheim, 2012 im LDA in Esslingen und im Préhistosite de Ramioul, Flémalle/BE („Liber, jonc et ortie – Fibres textiles de l'âge de la pierre“ / „Bast, Biezen, Brandnetels – Textielmaterialen uit de steentijd“) und ab 2015 im Museum Burghalde Lenzburg.

## Veröffentlichungen
- Experimentelle Archäologie – archäologische Experimente – lebendige Geschichtsvermittlung. In: Katalog zur Sonderausstellung „Krieg oder Frieden? Herxheim vor 7000 Jahren“, 1998, S. 57–58.
- Zur Rekonstruktion der Ötzi-Schuhe. In: Experimentelle Archäologie, Bilanz 1998, S. 69–76.
- Zur Rekonstruktion der Ötzi-Schuhe. In: Experimentelle Archäologie, Bilanz 1999, S. 69–76.
- Rotten oder Rösten von Lindenbast? In: AEAS Anzeiger 2000, S. 1–4, PDF.
- Zwirngeflechte in der Ausrüstung des Gletschermannes. Zur Herstellungstechnik der Dolchscheide, des Umhangs und der Innengeflechte der Schuhe. In: Zeitschrift für Schweizerische Archäologie und Kunstgeschichte, 58, 1/2001, S. 61–66, digitalisiert.
- Keine kalten Füße in der Steinzeit? Ein Experiment zur „Rheumasohle“ von Zug. In: AEAS Anzeiger 2001, S. 4–5, PDF.
- Weich und warm auf Moossohlen. Experimente zur „Rheumasohle“ von Zug. In: Jahrbuch der Schweizerischen Gesellschaft für Ur- und Frühgeschichte, 85, 2002, S. 50–54.
- Keine kalten Füße in der Steinzeit? Experimente zur „Rheumasohle“ von Zug. In: Experimentelle Archäologie in Europa. Bilanz 2002, S. 71–78.
- Keramik und Eisen. In: AEAS Anzeiger 2002, S. 13–16, PDF.
- Zur Herstellungstechnik von neolithischen und bronzezeitlichen Siebgeflechten in Zwirnbindetechnik. In: AEAS Anzeiger 2004, S. 4–7, PDF.
- Keramik und Eisen. Experimente zu latènezeitlichen Scherben mit eingefügten Eisenbändern. In: Experimentelle Archäologie in Europa. Bilanz 2004, S. 181–186.
- Be- und Verarbeiten von Lindenbast. In: AEAS Anzeiger 2005, S. 5–7, PDF.
- Ötzi-Schuhe – High Tech der Steinzeit. In: AEAS Anzeiger 2005, S. 8–9, PDF.
- Les chaussures d’Ötzi. In: L’Archéologue, 77, April/Mai 2005 (französisch).
- Zur Rekonstruktion neolithischer und bronzezeitlicher Siebgeflechte. In: Experimentelle Archäologie in Europa. Bilanz 2005, S. 87–94, PDF (Memento vom 22. Juli 2012 im Internet Archive).
- Zur Rekonstruktion der Ötzi-Schuhe. In: Experimentelle Archäologie in Europa. Sonderband 1, 2005, S. 255–262, PDF (Memento vom 22. Juli 2012 im Internet Archive).
- Von Kopf bis Fuß – gut behütet und beschuht in der Steinzeit. Rekonstruktion von neolithischer Kopf- und Fußbekleidung und Trageversuche. In: Experimentelle Archäologie in Europa. Bilanz 2006, S. 7–23, PDF (Memento vom 6. April 2016 im Internet Archive).
- Umhang oder Matte? Versuche zur Rekonstruktion des Grasgeflechts des „Mannes aus dem Eis“. In: Waffen- und Kostümkunde. Zeitschrift für Waffen- und Kleidungsgeschichte, Band 48, Heft 1, 2006, S. 1–16, PDF (Memento vom 6. April 2016 im Internet Archive).
- Zwischen Rinde und Holz: Bast – textiles Material der Steinzeit. 1. Gewinnen und Aufbereiten von Bast und Rinde. 2. Verarbeiten von Bast – textile Techniken. 3. Rekonstruktionen aus Bast nach neolithischen Funden. In: Holz-Kultur. Von der Urzeit bis in die Zukunft. Wissenschaftlicher Begleitband zur gleichnamigen Sonderausstellung 4.2.–28.5.2007 im Landesmuseum für Natur und Mensch Oldenburg. Verlag Philipp von Zabern, Mainz 2007, S. 203‑230, PDF (Memento vom 6. April 2016 im Internet Archive).
- Zwischen Rinde und Holz: Bast – textiles Material der Steinzeit. In: Holz-Kultur. Von der Urzeit bis in die Zukunft. Ausstellungsführer, Isensee-Verlag, Oldenburg 2007, S. 161–174.
- Wie wurden in der Steinzeit Fäden, Schnüre, Seile, Körbe, Netze und andere Geflechte hergestellt? Arbeiten mit textilen Materialien. In: Experimentelle Archäologie in Europa, eingereicht für Bilanz 2008, noch nicht gedruckt.
- „Ötzis“ Ausrüstung – HighTech der Steinzeit. In: Jahrbuch 2009 des Historischen Vereins Pirmasens e. V., Pirmasens 2009, S. 63–86.
- Versuche zur Rekonstruktion des 7000 Jahre alten Brunnengefäßes von Erkelenz-Kückhoven. / Experiments to reconstruct the 7000 year old bucket from Erkelenz-Kückhoven. In: Experimentelle Archäologie in Europa. Bilanz 2009, S. 19–30, PDF (Memento vom 22. Juli 2012 im Internet Archive).
- Neolithische Textilfragmente und Rekonstruktionsversuche – mit Beispielen aus Österreich. In: Archäologie Österreichs 21/1, 2010, S. 42–50.
- Versuche zur Rekonstruktion von neolithischen Rindengefäßen. Experimente mit Rinde und Bast. Vortrag 2010, nicht gedruckt.[10]
- Textile Techniken der Steinzeit. ÖGUF 2011, noch nicht gedruckt.
- Rekonstruktion einer neolithischen Sandale. In: Experimentelle Archäologie in Europa. Bilanz 2012, S. 186–189.
- Die Anfänge des Textilen. In: Ergänzungsbände zum Reallexikon der Germanischen Altertumskunde, Band 80. De Gruyter 2013, S. 547–553; S. 613 Tafel 17.
- Textile Techniques of the Stone Ages. In: Ancient Textiles, Modern Science. Re-creating Techniques through Experiment. Proceedings of the First and Second Textile Forum 2009 and 2010. Oxbow Books 2013, S. 79–101 (englisch).
- Arbeiten mit Lindenbast. In: korbflechten.ch – Zeitschrift der Interessengemeinschaft Korbflechterei Schweiz 41, 2016, S. 17–20, PDF.
- Reste einer Rückentrage? – Schwierige Rekonstruktionsversuche. In: Anzeiger EAS – Bulletin AES 2016, S. 33–40, PDF.
- Baumrinden und Zwirngeflechtmuster. In: Anzeiger EAS – Bulletin AES 2018, S. 18–19, PDF.
- Rekonstruktion eines jungsteinzeitlichen Hutes. In: Anzeiger EAS – Bulletin AES 2019, S. 6–9, PDF.
- „Ötzis“ Riemenbündel mit Kalksteinscheibe. In: Anzeiger EAS – Bulletin AES 2020, S. 21–24, PDF.
- Textile materials in the Mesolithic and Neolithic and their processing. In: The competition of fibres. Early textile production in Western Asia, South-East and Central Europe (10,000–500 BC). International workshop Berlin, 8–10 March 2017. Oxbow Books 2020, S. 165–179 (englisch).
- Halbgeflecht aus Lindenbast. In: Experimentelle Archäologie in Europa 19, Jahrbuch 2020, S. 146–153.
- Rekonstruktion eines jungsteinzeitlichen Hutes. In: Experimentelle Archäologie in Europa 19, Jahrbuch 2020, S. 154–158.
- Zwirnen von Fäden, Schnüren und Seilen / Twining of Threads, Cords and Ropes. In: Verknüpft und zugenäht! Gräser, Bast, Rinde – Alleskönner der Steinzeit / Bound and Stitched Up! Grass, Bast, Bark – Stone Age All-Rounders (Archäologische Informationen aus Baden-Württemberg, Band 82), Heidelberg 2020, S. 70–74, online (deutsch/englisch).